# Socket.IO
Socket..IO es una biblioteca para el control de eventos de aplicaciones web en tiempo real. Permite la comunicación bidireccional en tiempo real entre clientes web y servidores. Consta de dos componentes: un cliente y un servidor. La librería ofrece dos API similares para manejar la comunicación entre componentes.
Socket.IO también ha establecido un protocolo de red para la comunicación cliente-servidor, donde diferentes implementaciones compatibles con el protocolo pueden comunicarse entre sí. La implementación consta de dos partes. La primera parte del protocolo es un cliente que se ejecuta en un nodo final, que puede ser un navegador o una aplicación. La segunda parte es un servidor, otro nodo de red, que puede estar desarrollado en Node.js, Deno (JavaScript), C++, Java, Python y Swift.
Socket.IO utiliza principalmente el protocolo WebSocket. En tecnologías que no soportan el protocolo WebSocket, la librería utiliza sondeo como estrategia alternativa de fallo. Todas las estrategias proveen la misma interfaz, por lo que su implementación no cambia. Aparte de ser una cobertura para el protocolo WebSockets, también proporciona múltiples funcionalidades, como el protocolo de monitoreo de vida del sistema (heartbeats) y manejo de eventos de tiempo muerto.
Dependiendo del lenguaje del servidor, Socket.IO puede ser instalado a través de diferentes manejadores de paquetes como npm para node y pip para python. También existen implementaciones para Java, C++, Swift, Dart, etc. 